# Ljubljančanke
»Ljubljančanke« je skladba Janka Ropreta s Slovenske popevke leta 1972. Avtor glasbe je Jure Robežnik, besedilo pa je napisal Dušan Velkaverh.

## Slovenska popevka '72
S to skladbo je nastopil na Slovenski popevki '72, a brez vidne uvrstitve oziroma nagrade. Kljub vsemu pa je pri nas postala postala zimzelena uspešnica, ki se je za vedno vsidrala v slovenska srca.

## Snemanje
Skladbo je aranžiral Jure Robežnik. Uradno izdana je bila šele leta 1977, pet let po premieri na Slovenski popevki, in sicer na albumu Dolina zelenega zlata na kaseti pri založbi RTV Ljubljana.

## Zasedba

### Produkcija
- Jure Robežnik – glasba, aranžma
- Dušan Velkaverh – besedilo

### Studijska izvedba
- Janko Ropret – vokal